# دمیرتپه
دمیرتپه یکی از روستاهای استان آذربایجان شرقی است که در دهستان نقدوز بخش فندقلو شهرستان اهر واقع شده‌است.این روستا ۱۲۴ نفر جمعیت دارد.